# 8076 Foscarini
8076 Foscarini è un asteroide della fascia principale. Scoperto nel 1985, presenta un'orbita caratterizzata da un semiasse maggiore pari a 3,1997153 UA e da un'eccentricità di 0,1845948, inclinata di 0,30009° rispetto all'eclittica.